# Parade
| Оценки критиков               | Оценки критиков |
| Источник                      | Оценка          |
| ----------------------------- | --------------- |
| AllMusic                      | [ 5 ]           |
| Blender                       | [ 6 ]           |
| Chicago Sun-Times             | [ 7 ]           |
| Entertainment Weekly          | C−              |
| The Guardian                  | [ 9 ]           |
| Hi-Fi News & Record Review    | A               |
| Pitchfork                     | 9.1/10          |
| The Rolling Stone Album Guide | [ 12 ]          |
| Spin Alternative Record Guide | 7/10            |
| The Village Voice             | A−              |

Parade — восьмой студийный альбом американского певца Принса, выпущенный 31 марта 1986 года на лейбле Warner Bros. Records и одновременно саундтрек к фильму Under the Cherry Moon.
Parade достиг третьего места в американском чарте Billboard 200 и получил платиновый статус в США.
Журнал NME назвал диск Лучшим альбомом 1986 года.
Parade был продан тиражом более 2 млн копий и назван № 25 в списке лучших альбомов журнала The Village Voice Pazz & Jop и № 33 в итоговом годовом списке Christgau.

## Список композиций
Слова и музыка всех песен — Prince, кроме обозначенных.
| №  | Название                     | Автор(ы)               | Длительность |
| -- | ---------------------------- | ---------------------- | ------------ |
| 1. | «Christopher Tracy's Parade» | Prince, John L. Nelson | 2:11         |
| 2. | «New Position»               |                        | 2:20         |
| 3. | «I Wonder U»                 |                        | 1:39         |
| 4. | «Under the Cherry Moon»      | Prince, John L. Nelson | 2:57         |
| 5. | «Girls & Boys»               |                        | 5:29         |
| 6. | «Life Can Be So Nice»        |                        | 3:13         |
| 7. | «Venus de Milo»              |                        | 1:55         |

| №   | Название                      | Автор(ы)                    | Длительность |
| --- | ----------------------------- | --------------------------- | ------------ |
| 8.  | «Mountains»                   | Prince, Wendy & Lisa        | 3:57         |
| 9.  | «Do U Lie?»                   |                             | 2:44         |
| 10. | «Kiss»                        | Prince, arranged by David Z | 3:37         |
| 11. | «Anotherloverholenyohead»     |                             | 4:00         |
| 12. | «Sometimes It Snows in April» | Prince, Wendy & Lisa        | 6:48         |

## Над альбомом работали
- Принс — вокал, инструменты

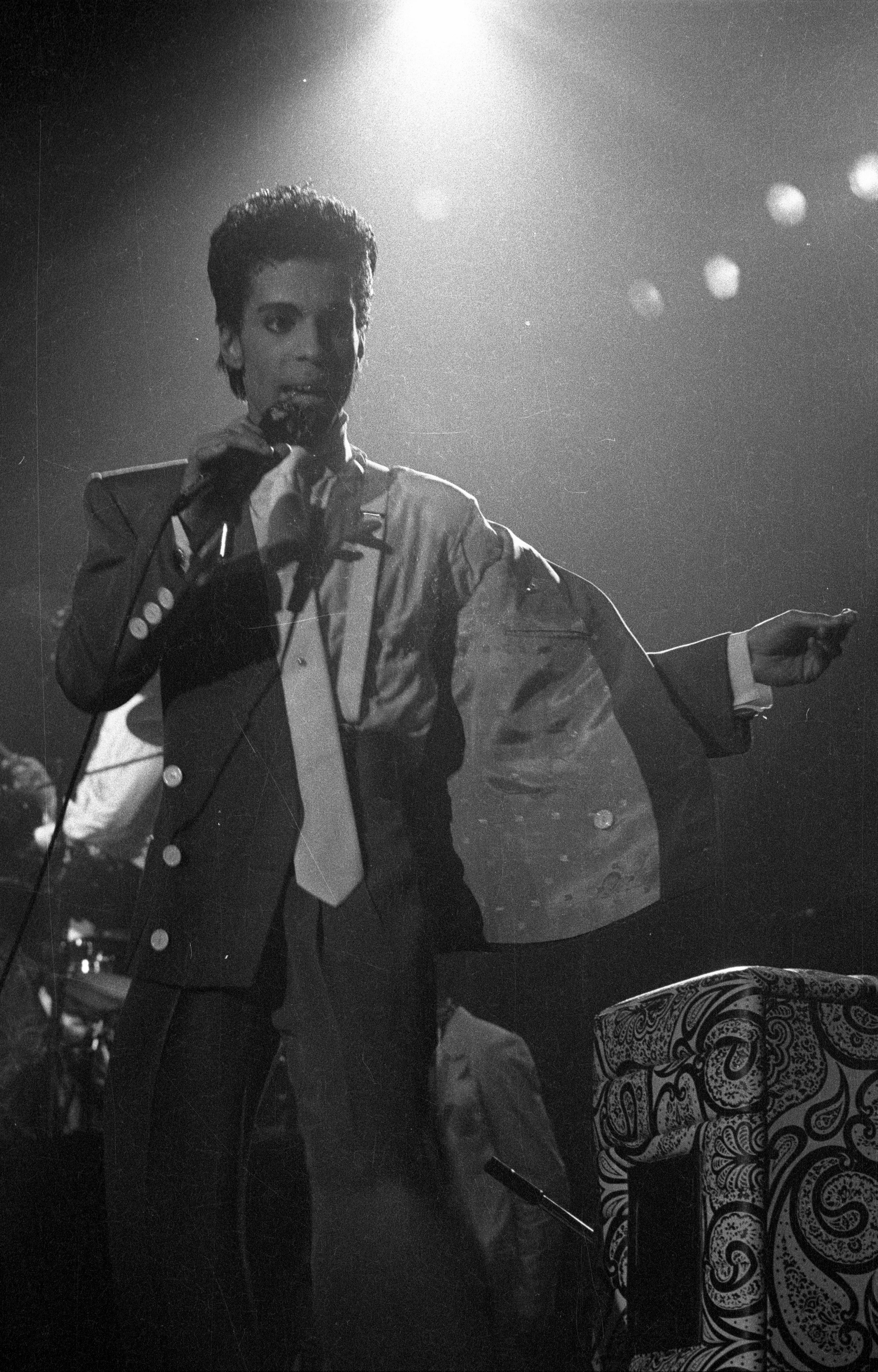
Брюссель, 1986 год

- Лиза Коулман — бэк-вокал, клавишные
- Венди Мельвойн — бэк-вокал, гитара

## Позиции в хит-парадах
Еженедельные чарты:
| Чарт (1986)             | Высшая позиция |
| ----------------------- | -------------- |
| UK Albums Chart         | 4              |
| US Billboard 200        | 3              |
| US Billboard R&B Albums | 2              |

Годовые чарты:
| Чарт (1986)                        | Позиция |
| ---------------------------------- | ------- |
| США (Billboard Top Black Albums)   | 24      |
| США (Billboard Top Popular Albums) | 44      |